# 宮﨑あずさ
宮﨑 あずさ（みやざき あずさ、1993年8月12日 - ）は、NHKのアナウンサー。

## 来歴
長崎県出身。長崎県立長崎東高等学校、東京女子大学現代教養学部人文学科卒業。大学在学中の2016年イギリスのヨーク大学に留学し、帰国後の2017年にミス日本「水の天使」に選ばれ活動する。
2018年、NHKにアナウンサーとして採用される。初任地は徳島放送局。

## 人物
- 中学時代に地元長崎の岩崎本舗のCMに出演していた経験がある[5]。
- 東京女子大学在学中、複数のミスコンテストに応募して活動していた。
- 身長167cm。
- 趣味はアニメ鑑賞[6]。2022年9月15日のNHK総合『あさイチ』に出演した際、推しアニメは『ジョジョの奇妙な冒険』と述べ、劇中の決めポーズ（ジョジョ立ち）を披露した[7]。
- 特技はヴァイオリン、歌うこと、英語（英検1級、国連英検A級）、フランス語（仏検準2級）、硬筆書写（日本書道協会、技能検定8段）[6]。
- 2022年9月にTwitterのアカウントを開設した。

## 現在の担当番組
- はやウタ（司会：2024年3月11日[8] - ）（2024年3月11日と18日の放送は浅野里香の代理としての出演）
- ひむバス!（バスガイド：2025年5月8日[9] - ） 是永千恵､森田茉里恵と交代で担当
- 偉人の年収 How much?（リポーター・ナレーション：2025年4月[9] - ）
- 首都圏ネットワーク（リポーター、主に火曜日）
- 首都圏ニュース845（キャスター、主に火曜日）

## 過去の担当番組
徳島放送局時代（2018年度 - 2021年度）
- とく6徳島（リポーター：2018年 - 2021年3月 キャスター：2021年4月14日 - 2022年3月25日 安藤佳祐と隔週で担当）
- 徳島県のニュース・中継・リポート
- アニソン!プレミアム!2018（2018年12月29日） - 司会
- アニソン!プレミアム!Fes.2019（2019年12月29日、NHKホール） - 司会
- あさイチ “みんなでシェア旅”「お遍路リモートツアー」（2020年9月17日） - リポーター（スタジオ出演）[10]
- NHKジャーナル ”徳島発「赤字路線の挑戦とは」”（2020年9月29日、ラジオ第1） - 報告
- NHKニュースおはよう日本（2021年8月7日 - 9日） - 川﨑理加の2020年東京オリンピックリポーター担当に伴う代理キャスター
- うまいッ! “うまみがギュッ!海の宝石　ちりめん～徳島・小松島市”（2021年9月27日） - リポーター

仙台放送局時代（2022年度 - 2023年度）
- 大好き♡東北 定禅寺しゃべり亭（2022年4月9日 - 2024年3月16日） - 司会進行
- Nandary（2022年7月29日） - コーナー出演、（2022年8月2日） - 千葉美乃梨の夏季休暇に伴う代理キャスター
- てれまさむね - 岩野吉樹の夏季休暇に伴う代理キャスター（2022年8月8日 - 12日、11日は山の日のため、放送休止。）
- あさイチ「愛（め）でたいnippon 伊達（だて）なおもてなし」（2022年9月15日） - リポーター（スタジオ出演）
- ヒプノシスマイク 2023新春リクエスト祭（2023年1月6日、ラジオ第1） - 進行アシスタント[11]
- キボウノチカラ〜オトナプリキュア'23〜（2023年10月7日） - レポーター役（声の出演）
- 列島縦断 宝メシグランプリ2024 第1部・第2部（2024年1月8日） - 司会（井ノ原快彦とともに進行）
- 令和6年能登半島地震の災害報道対応による金沢放送局への応援派遣
  - 能登半島地震石川県のニュース・ライフライン情報（2024年1月30日 - 31日）[注釈 1]
- TOHOKU SOULFUL（2024年3月22日） - 司会（狩野英孝・王林とともに進行）
- あさイチ・東北地域 中継リポーター（2023年5月22日 - 11月9日）
- 宮城県・東北地方のニュース・中継・リポート

東京アナウンス室時代（2024年度 - ）
- 首都圏ネットワーク（金曜キャスター・リポーター：2024年4月3日[8] - 2025年3月28日 ）
- さわやか自然百景 - ナレーション
  - 立山連峰 浄土山（2024年9月22日）
- 広島県・中国地方のニュース（広島放送局への応援。2024年8月1日 - 2日の夜勤対応）
- 今日は一日「庵野秀明」三昧（NHK-FM　2025年2月11日） - MC
- ニュース645（祝日） - キャスター
- アニメ夜話2.0 「進撃の巨人」プロフェッショナル・トーク（ナレーション・2025年8月15日）